# 羽状舞蛛
羽状舞蛛（学名：Alopecosa pinnata）为狼蛛科舞蛛属的动物。在中国大陆，分布于甘肃等地。